# Fátima Daudt
Fátima Cristina Caxinhas Daudt (Novo Hamburgo, 8 de outubro de 1966), é uma arquiteta e política brasileira, filiada ao Movimento Democrático Brasileiro(MDB). É a atual prefeita da cidade de Novo Hamburgo desde 2017, eleita pela primeira vez nas eleições municipais de 2016, e reeleita nas eleições de 2020, enquanto ainda era afiliada ao Partido da Social Democracia Brasileira(PSDB), eleita estando nesse partido em ambas as eleições. Ela também foi a primeira mulher a tomar posse como prefeita da cidade de Novo Hamburgo.

## Carreira política

### Prefeita de Novo Hamburgo
Nas eleições municipais de 2016, em 2 de outubro, foi eleita prefeita da cidade de Novo Hamburgo, com 36.435 votos. Novamente em 2020, foi reeleita prefeita da cidade, com 51.467 votos.

### Administração - Timeline

#### Ano: 2017
1 de janeiro: Posse de Fátima Daudt como prefeita de Novo Hamburgo, após ter vencido Paulo Ritzel do MDB nas eleições pra prefeito da cidade em 2016.
6 de janeiro: Lei n.2985/2017 que fala sobre a estrutura administrativa organizacional da cidade é aprovada e sancionada.
12 de janeiro: Lançamento do Projeto Estratégico da Câmara para os anos de 2017 á 2020. O projeto é uma continuação de um trabalho que vinha sendo desenvolvido desde 2015 pela CGQL.
17 de janeiro: Aprovação de construção de um complexo de integração em Novo Hamburgo, a Trensurb desembolsou mais de R$10 milhões no projeto que têm como objetivo integrar o ônibus e outros modelos de transporte ao metrô da cidade.

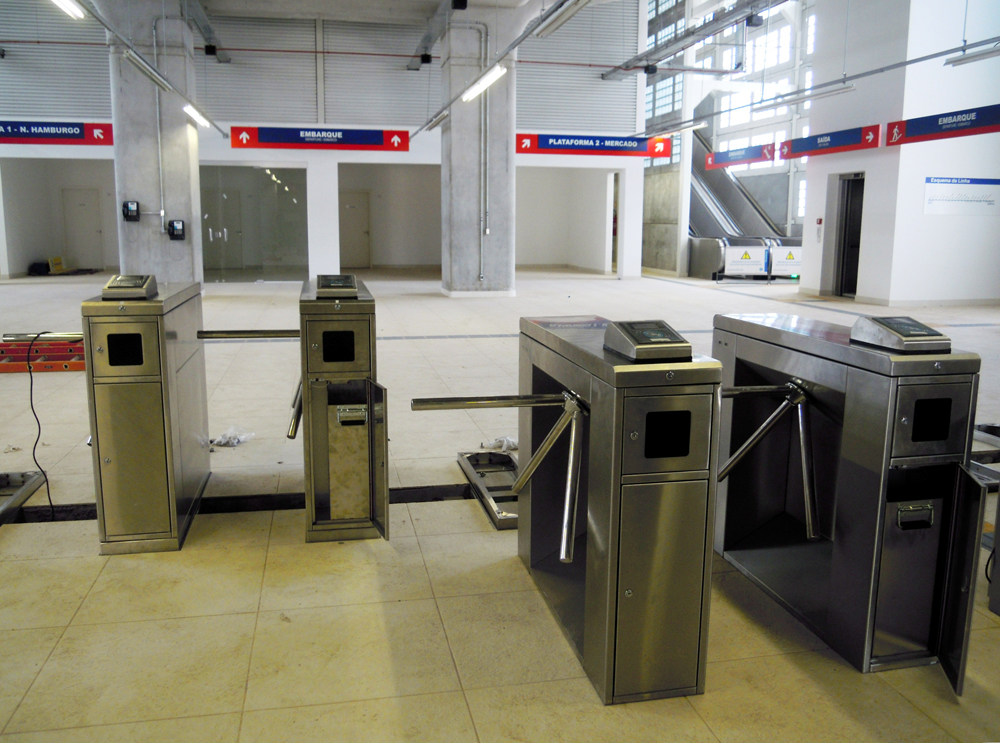
Trensurb em construção, o projeto tinha como meta melhorar a eficiência do transporte público na cidade de Novo Hamburgo.

## Desempenho em eleições
| Ano  | Eleição                    | Cargo    | Partido | Coligação                                                            | Vice          | Votos  | %     | Resultado |
| ---- | -------------------------- | -------- | ------- | -------------------------------------------------------------------- | ------------- | ------ | ----- | --------- |
| 2016 | Municipal de Novo Hamburgo | Prefeito | PSDB    | É HORA DE ACERTAR (PSDB/PPS/PSB/PSD/PTdoB/PROS)                      | Dr. Fagan     | 36.435 | 33,98 | Eleito    |
| 2020 | Municipal de Novo Hamburgo | Prefeito | PSDB    | UNIDOS POR NOVO HAMBURGO (MDB/CIDADANIA/PSB/PSD/PDT/PTB/PSDB/AVANTE) | Márcio Lüders | 51.467 | 45,33 | Eleito    |

## Reconhecimento
Em novembro de 2021, Fátima foi escolhida uma das 50 líderes mundiais em governança ágil, voltada para Disrupção e Inovação, no segundo ranking do ano elaborado pelo Fórum Econômico Mundial e Apolitical, uma organização britânica sem fins lucrativos.